# Ambitions
Ambitions – ósmy album studyjny japońskiego zespołu ONE OK ROCK, wydany 11 stycznia 2017 roku przez A-Sketch. Płyta została wydana w formacie CD i limitowanej edycji CD+DVD. Album osiągnął 1 pozycję w rankingu Oricon i pozostał na listach przebojów przez 89 tygodni, sprzedał się w nakładzie 354 740 egzemplarzy. Zdobył status platynowej płyty.
Singel Always coming back został użyty przez japońskiego operatora sieci komórkowych NTT docomo w serii reklam. Piosenka Taking Off została użyta jako motyw przewodni filmu Museum. Kolejne single zapowiadające płytę to Bedroom Warfare wydany 18 listopada 2016, I was King wydany 15 grudnia 2015 roku  oraz We Are z dnia 9 stycznia 2017 roku. 
Album dostępny był w przedsprzedaży od 18 listopada 2016.

## Inspiracja
W wywiadzie dla brytyjskiego magazynu poświęconego muzyce rockowej Kerrang! z dnia 10 grudnia 2016 roku, wokalista zespołu, Taka, powiedział, że album opiera się na trzech głównych tematach: nadziei, ambicji i śpiewaniu razem. Powiedział także, że zespół znalazł się w momencie swojej kariery, w którym chcieli wkroczyć na międzynarodowy rynek muzyczny, mieli ambicję, która pozwoliła im podjąć ku temu odpowiednie kroki. Okładka albumu jest w kolorze żółtym, który symbolizować ma nadzieję. W innym wywiadzie taka powiedział, że głównym założeniem albumu było dać ludziom piosenki, które wszyscy będą mogli wspólnie śpiewać. 

## Lista utworów
Wersja japońska
1. Ambitions (Introduction)
2. Bombs Away
3. Taking Off
4. We Are
5. 20/20
6. Always Coming Back
7. Bedroom Warfare
8. Lost in Tonight
9. I Was King
10. Listen (feat. Avril Lavigne)
11. One Way Ticket
12. Bon Voyage
13. Start Again
14. Take What You Want (feat. 5 Seconds of Summer)

Wersja międzynarodowa
1. Ambitions (Introduction)
2. Bombs Away
3. Taking Off
4. We Are
5. Jaded (feat. Alex Gaskarth z All Time Low)
6. Hard to Love
7. Bedroom Warfare
8. American Girls
9. I Was King
10. Listen
11. One Way Ticket
12. Bon Voyage
13. Start Again
14. Take What You Want (feat. 5 Seconds of Summer)